# Freidorf (Timișoara)

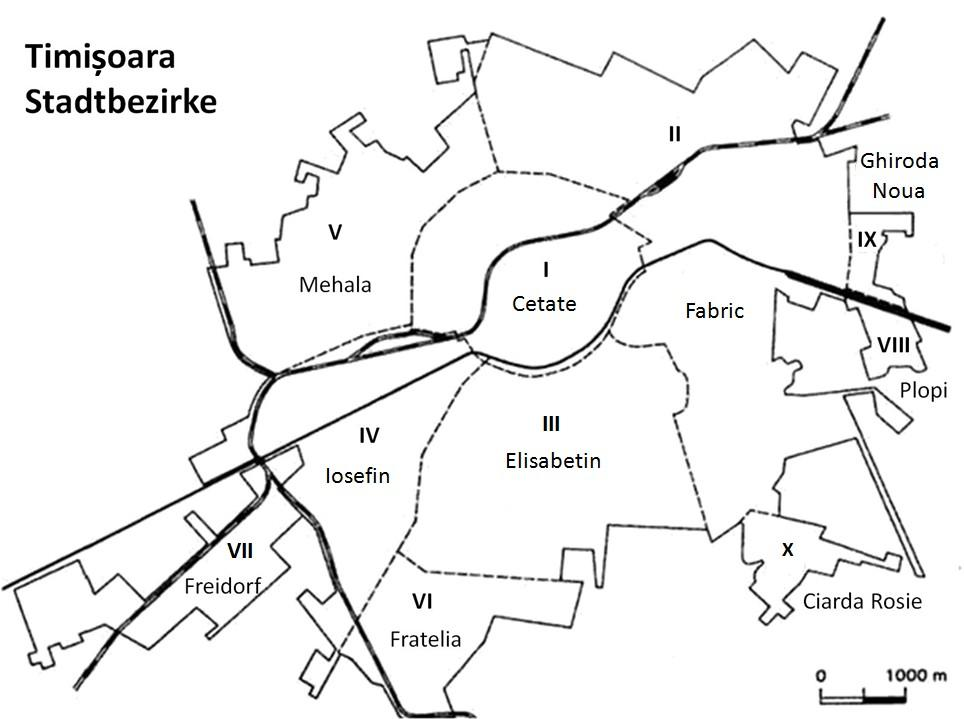
Stadtbezirke von Temeswar

Freidorf (rumänisch und deutsch; ungarisch Szabadfalu oder Szabadfalva) ist der VII. Stadtbezirk von Timișoara (deutsch Temeswar) im Westen Rumäniens. Der Stadtbezirk war ursprünglich ein selbstständiges und mehrheitlich von Deutschen bewohntes Dorf im Banat. Dieses wurde 1950 nach Timișoara eingemeindet und hat auf einer Fläche von 156 Hektar ca. 1.500 Einwohner.

## Nachbarorte
| Săcălaz          | Mehala                                      | Iosefin   |
| Sânmihaiu German | Kompassrose, die auf Nachbargemeinden zeigt | Timișoara |
| Utvin            | Șag                                         | Fratelia  |

## Geografie
Freidorf liegt in einer niedrigen Ebene mit einem sehr hohen Grundwasserspiegel. Zur Entwässerung wird überschüssiges Wasser durch eine Pumpstation in die Bega geleitet. Der Ort hat mit dem Bahnhof  Timișoara Vest (deutsch Temeswar West) Anschluss an das Eisenbahnnetz.

## Geschichte

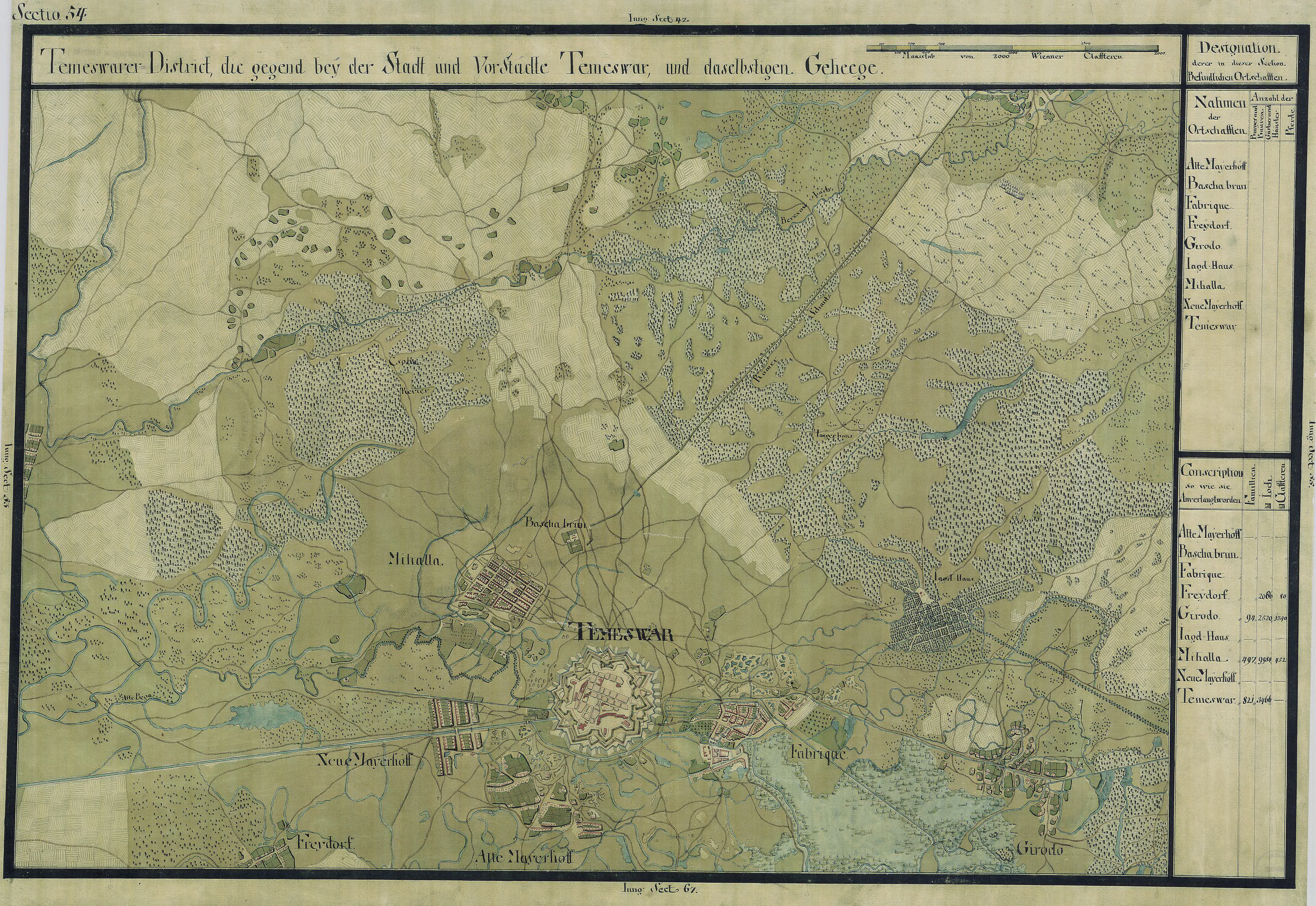
Freidorf, Josephinische Landesaufnahme 1769–72

1984 wurden bei Bauarbeiten in den Fundamenten einer Fabrik menschliche Knochen gefunden. Archäologen fanden Überreste einer dako-romanischen Siedlung aus dem 3./4. Jahrhundert, die von einer Nekropole aus dem 5. Jahrhundert überlagert ist. Die systematische Erforschung dauert bis heute an.
Die ersten Siedler aus den Schwabenzügen benannten den Ort nach dem Dorf ihrer Herkunft, Freidorf im Elsass. Erstmals erwähnt wurde der Ort im Mai 1719 in einem Gesuch an Kaiser Karl VI. Im Jahre 1720 wurde Freidorf zum ersten Mal auf einer Landkarte verzeichnet, damals mit acht Häusern. Der Gründer der Gemeinde, Franz Paul von Wallis, ließ auf einem Teil des Ortes einen Gemüsegarten für die Generalsküche anlegen. Damit entstand ein Dorf, dessen Einwohner hauptsächlich dem gewerblichen Gartenbau nachgingen. Die Siedler bauten eine Schule und eine Windmühle sowie eine katholische Kirche, die erste noch aus Holz, die zweite und noch heute bestehende Pfarrkirche Heiliger Rochus 1736 aus Ziegeln.
Im Jahr 1836 wurde die Bevölkerung von einer Cholera-Epidemie heimgesucht. 1850 siedelten sich auch ungarische und rumänische Familien an. Neben landwirtschaftlichen Erzeugnissen produzierten sie Ziegel für die wachsende Stadt Temeswar.
Temeswar wurde während der ungarischen Revolution von 1848/49 von ungarischen Truppen belagert, aber das Militär der Stadt blieb dem österreichischen Kaisers treu. Der ungarische Heerführer General Józef Bem richtete in Freidorf ein Militärlager ein.
Während dieser Zeit wohnte Bem im Freidorfer Pfarrhaus. Unter seinen Soldaten befand sich der ungarische Dichter und Volksheld Major Sándor Petőfi, für den 1889 in Freidorf ein Denkmal enthüllt wurde. Noch heute versammeln sich jährlich am 15. März Hunderte von Ungarn im Petőfi-Park  zur Niederlegung von Kränzen an seinem Denkmal. Nach der Integration des Banats in das Königreich Ungarn hieß Freidorf zwischen 1894 und 1918 Szabadfalu bzw. Szabadfalva.
Am 3. Oktober 1998 wurde auf dem Friedhof von Freidorf ein Denkmal für die gefallenen deutschen Soldaten im Ersten Weltkrieg eingeweiht.

## Wirtschaft
1967 wurde in Beregsău Mare die COMTIM, die größte Schweinezucht in Rumänien, aufgebaut, die auch in Freidorf eine Filiale hatte. Nach der Rumänischen Revolution wurde der Betrieb in den frühen 1990er Jahren geschlossen. Die Produktionsstätten wurden 2004 von Smithfield Foods, dem weltgrößten Schweinezucht- und Schweinefleischverarbeitungskonzern, übernommen und am 2. April 2009 wiedereröffnet.
Der Industriepark Freidorf, im Südwesten des Ortes gelegen, hat eine Gesamtfläche von 47,9 ha. Dort haben sich unter anderem folgende Firmen angesiedelt:
|                                                                                                  |                                                          |
| - SC Kromberg & Schubert România - SC ContiTech România - SC Company Boma - GTM Logistics Europe | - S.C. Midal Alf - Nestlé - S.C. Rosign - S.C. R-Coating |

In Freidorf befindet sich auch die Kläranlage, welche die Abwässer Timișoaras reinigt.

## Persönlichkeiten
- Johnny Weissmüller (1904–1984), österreichisch-ungarischer, US-amerikanischer mehrmaliger Schwimm-Olympiasieger und Tarzan-Darsteller; er war der erste Mensch, der die 100-Meter-Strecke unter einer Minute schwamm.
- Patricia Barbara Zimmermann (1914–2007), deutsche Benediktinerin
- Janos Frecot (* 1937), deutscher Kulturhistoriker, Herausgeber musikwissenschaftlicher Bibliographien
- Nikolaus Berwanger (1935–1989), deutscher Schriftsteller und Journalist

## Bilder

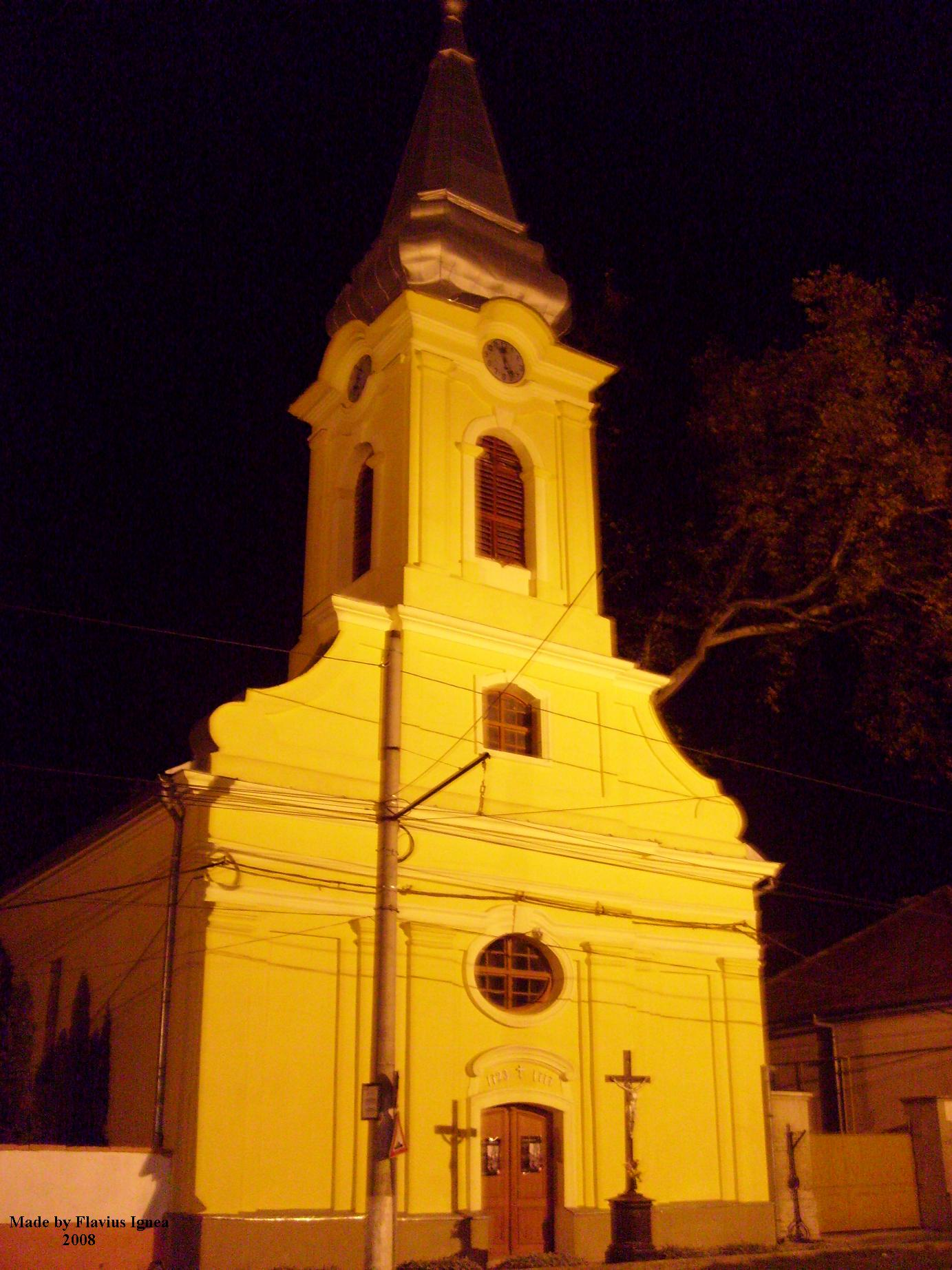
Römisch-Katholische Kirche in Freidorf
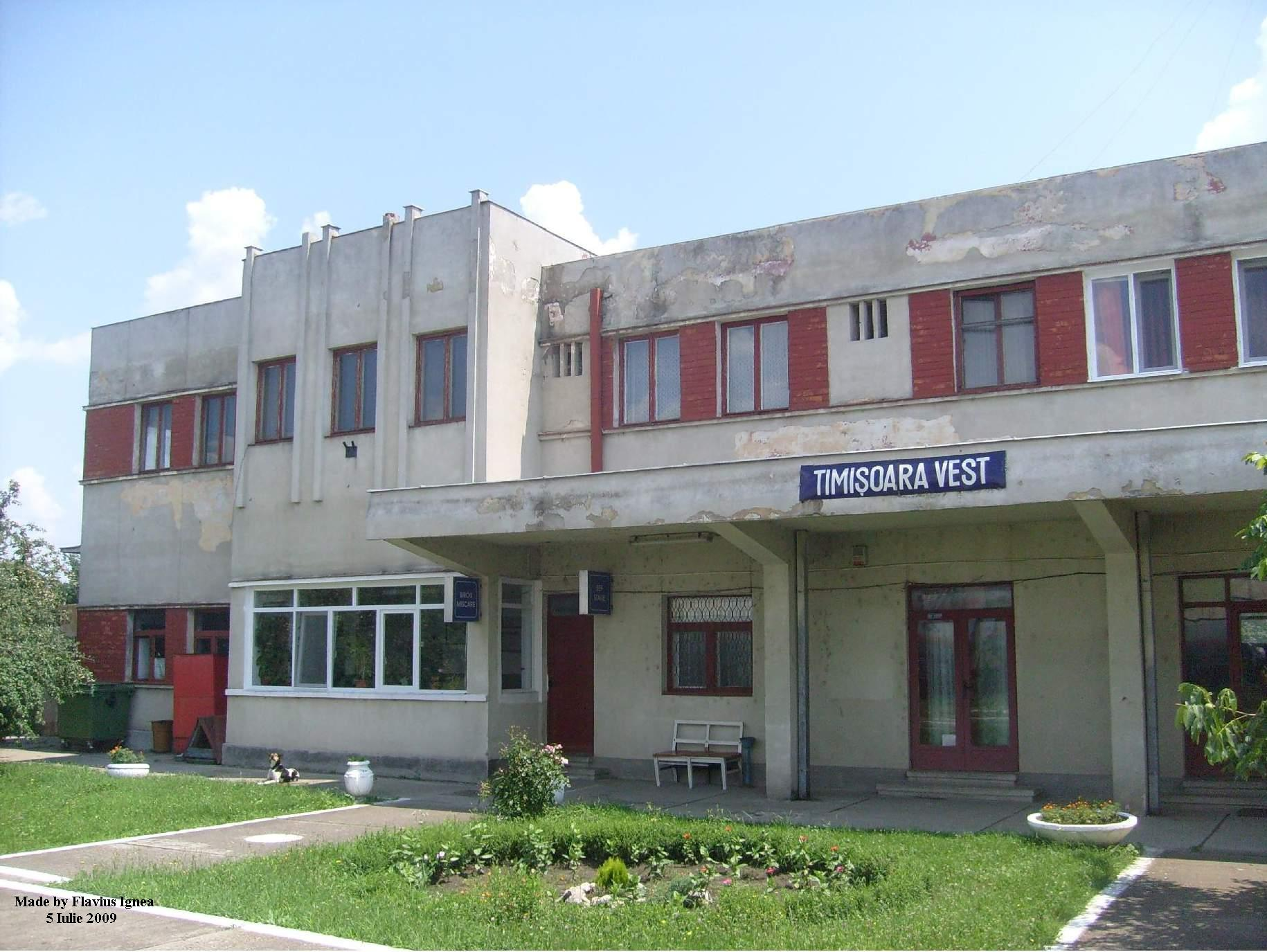
Bahnhof Timișoara Vest in Freidorf
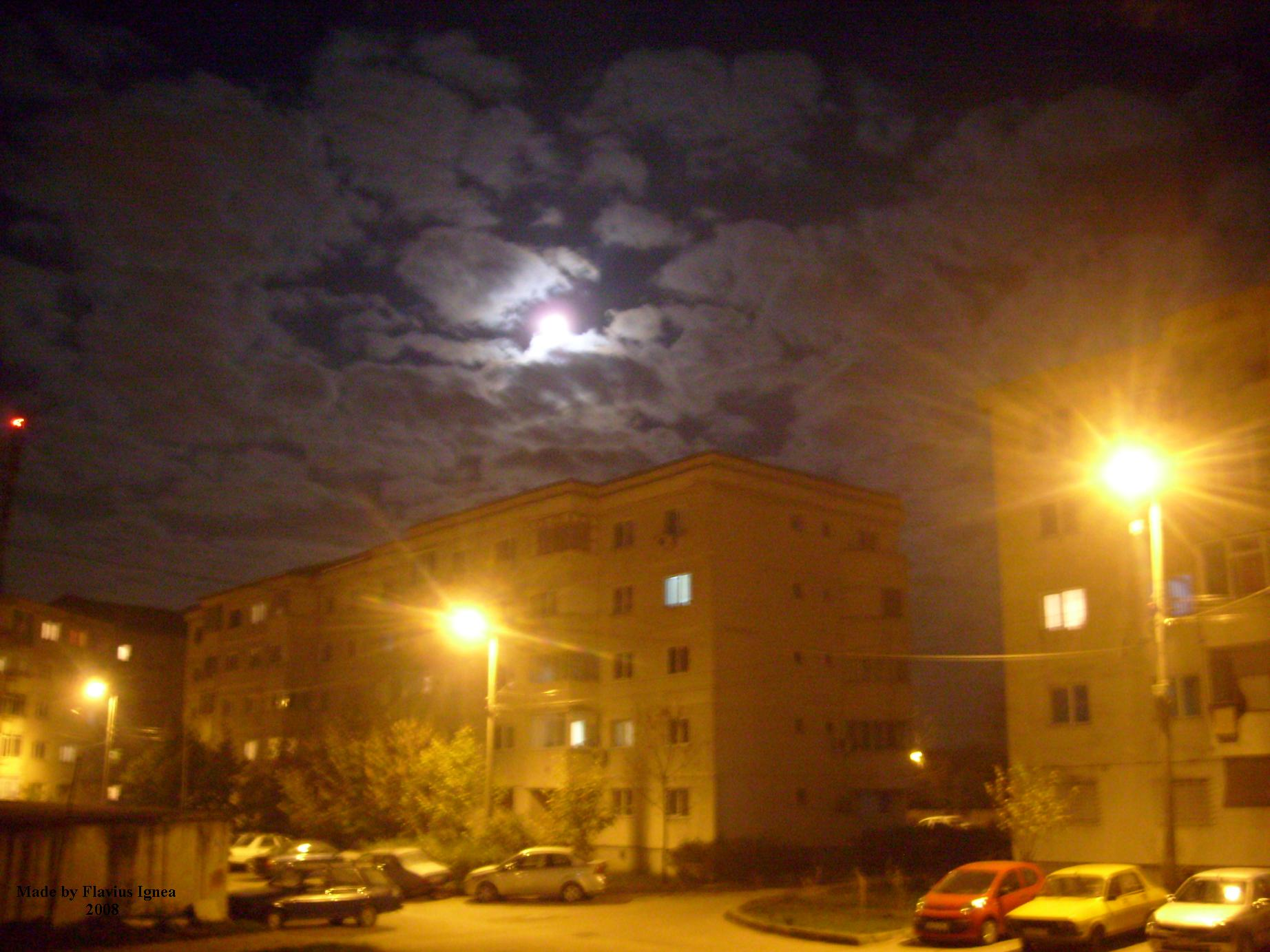
Wohnblock in Freidorf, Zona Ioan Slavici
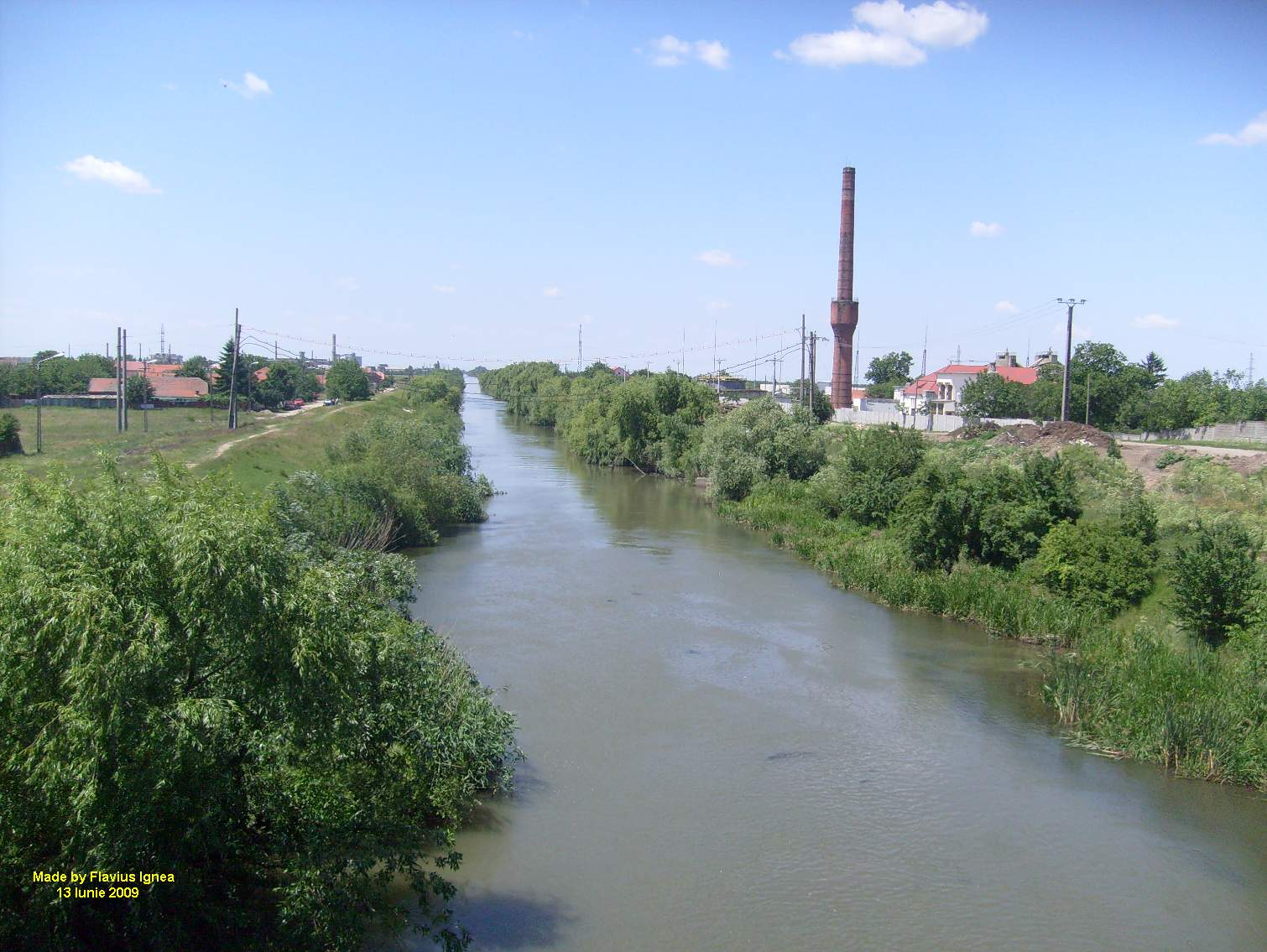
Blick von der Modoș Brücke auf den Bega-Kanal bei Freidorf
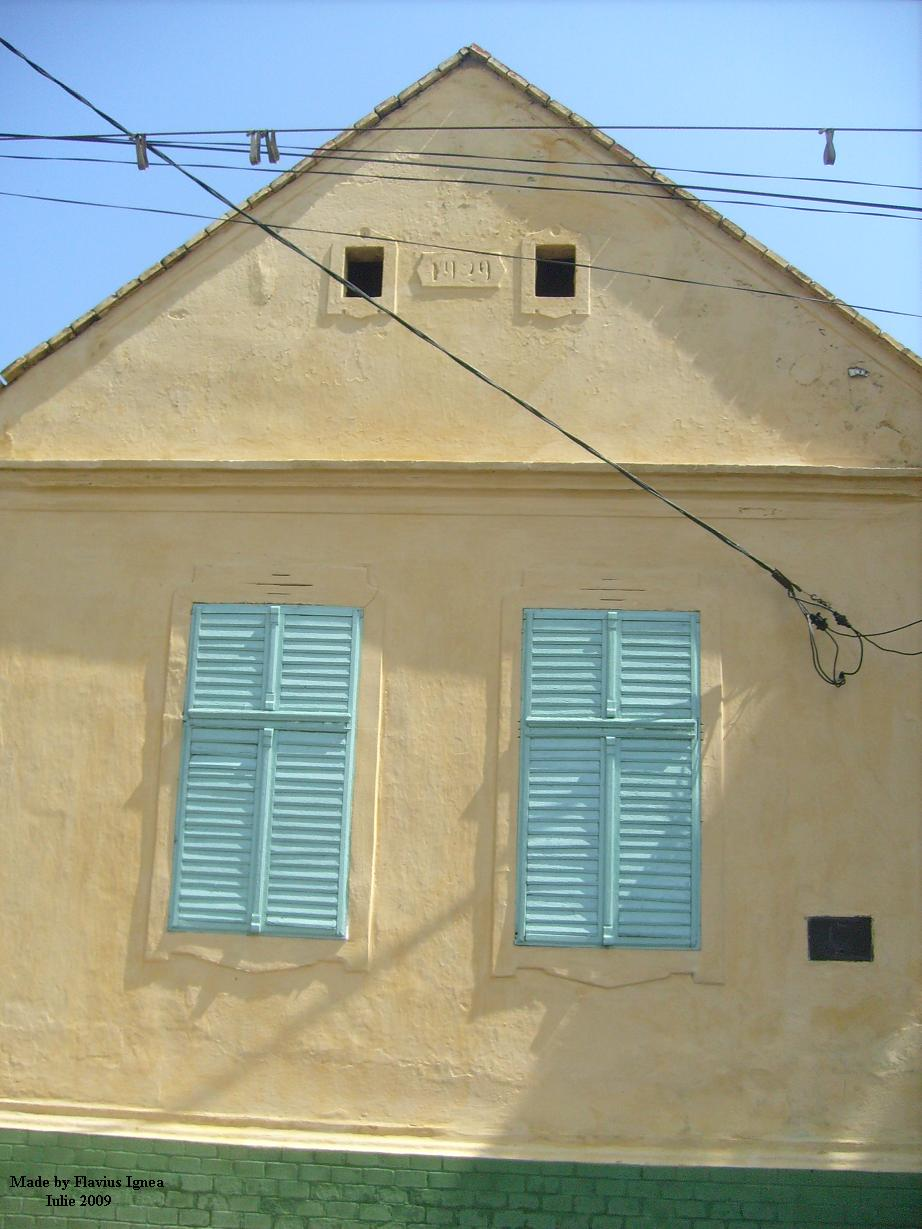
Kommunalhaus Casa Freidorf
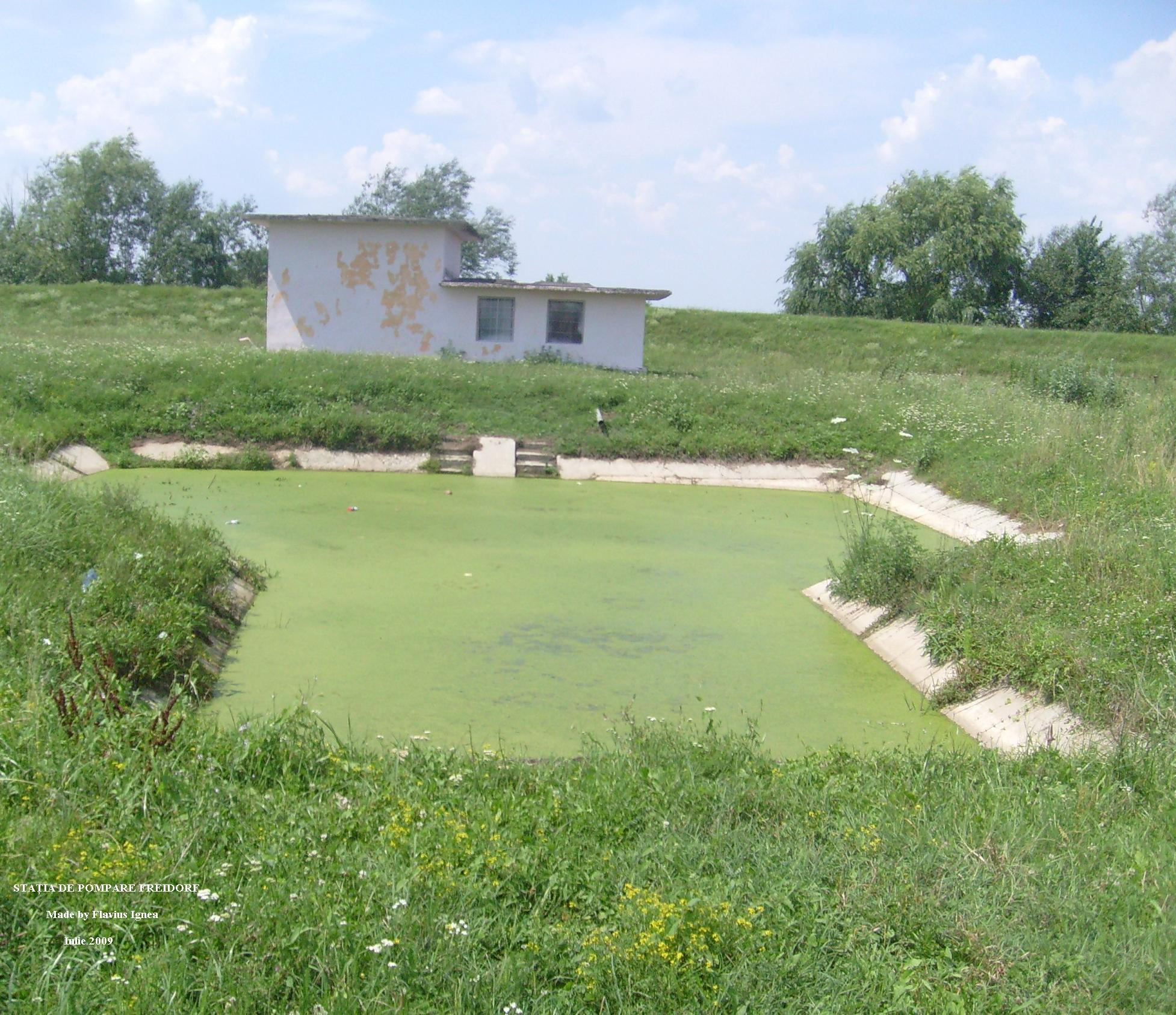
Pumpstation in Freidorf